# This Is Augustus Pablo
A This Is Augustus Pablo egy dub album Augustus Pablo-tól;  1973-ban adták ki. 

## Számok
1. Dub Organizer (Chin, Swaby) – 2:56
2. Please Sunrise (Adapted) – 2:38
3. Point Blank (Chin, Swaby) – 2:32
4. Arabian Rock (Chin, Swaby) – 3:53
5. Pretty Baby (Adapted) – 2:45
6. Pablo In Dub  (Swaby) – 2:30
7. Skateland Rock (Chin, Swaby) – 3:13
8. Dread Eye (Adapted) – 3:03
9. Too Late (Chin, Swaby) – 3:16
10. Assignment No. 1 (Chin, Swaby) – 2:46
11. Jah Rock (Chin, Swaby) – 2:52
12. Lover's Mood (Chin, Swaby) – 2:55

## Zenészek
- Augustus Pablo - billentyűsök, melodika
- Lloyd "Tinleg" Adams - dob
- Aston Barrett - basszusgitár, gitár
- Carlton "Charlie" Barrett - dob
- Clive Chin - ütősök
- Ansel Collins - billentyűsök
- Carlton "Santa" Davis - dob
- George Fullwood - basszusgitár
- Bertram "Ranchie" McLean - gitár
- Lloyd Parks - basszusgitár
- Earl "Chinna" Smith - gitár
- Errol Thompson - ütősök

## Külső hivatkozások
- https://web.archive.org/web/20080528084609/http://www.roots-archives.com/release/1040